# Bellús
Bellús és municipi del País Valencià situat a la comarca de la Vall d'Albaida.

## Geografia
El riu Albaida, que naix a la falda de la serra del Benicadell, al sud de la Vall d'Albaida, drena la vall i travessa la zona de matollar i pineda de la Serra Grossa (Comarques Centrals del País Valencià), creant transversalment un pas estret, el congost de les Aigües de Bellús o Estret de les Aigües entre els municipis de Benigànim i de Bellús al sud; i els termes i del Genovés i de Xàtiva al nord; entre la serra Grossa i la serra de la Creu. És l'únic pas natural entre les comarques de la Costera i la Vall d'Albaida.

## Història
En el seu terme, de 9,7 km², s'han trobat nombroses mostres de la cultura musteriana, pertanyents al Paleolític mitjà. Parròquia annexa a la de Benigànim, va ser declarada independent el 1574. De gran importància és la batalla que tingué lloc dintre del seu terme, l'1 de setembre del 1522, durant la guerra de les Germanies en què les tropes reials, prèvia la presa de Xàtiva i Alzira, derrotaren els agermanats. Darrere l'expulsió dels moriscos, el 1609, el senyor territorial i primer marquès de Bèlgida, Francesc Bellvís, atorgà, l'11 de juny de 1611 carta pobla a 33 pobladors.
L'escut, aprovat pel Decret 2.478/1963, de 7 de setembre, publicat al BOE núm. 240, de 7 d'octubre de 1963, té el següent blasonament: Al primer, d'atzur, tres faixes d'or i al segon, de gules amb vuit besants d'or posats dos-dos-dos i dos, timbrat amb corona de marquès
L'escut va ser 

## Demografia
| 1990 | 1992 | 1994 | 1996 | 1998 | 2000 | 2002 | 2004 | 2005 | 2007 | 2022 |
| ---- | ---- | ---- | ---- | ---- | ---- | ---- | ---- | ---- | ---- | ---- |
| 415  | 413  | 408  | 383  | 391  | 399  | 385  | 383  | 385  | 387  | 301  |

## Edificis i llocs d'interés
Hi ha la Cova de la Petxina i la font de l'Alfama; font termal d'aigües bicarbonatades, que surten a 39 °C. i que, en el segle xviii va donar lloc a un balneari que a mitjan segle passat arribà a ser un complex hostaler amb bones instal·lacions, on també s'envasava i comercialitzava l'aigua. Avui es troba totalment abandonat.
Del seu patrimoni cal destacar:
- Canal de Bellús a Xàtiva
- Ermita del Crist de la bona mort
- Església de santa Anna
- Palau dels Bellvís, segles XV-xvi, restaurat en 2000.
- El Pilonet, cim més emblemàtic del terme de Bellús.

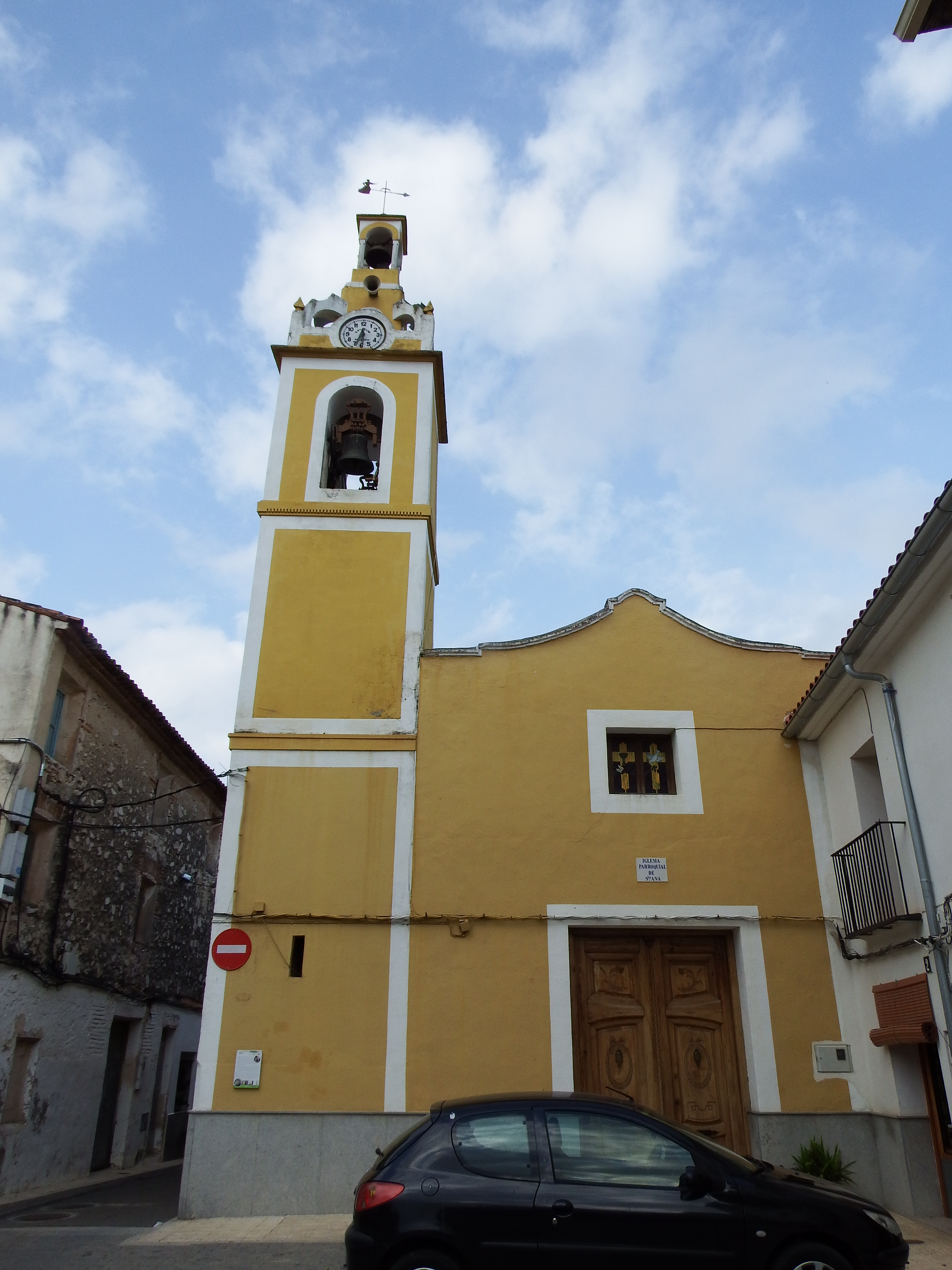
Església de santa Anna
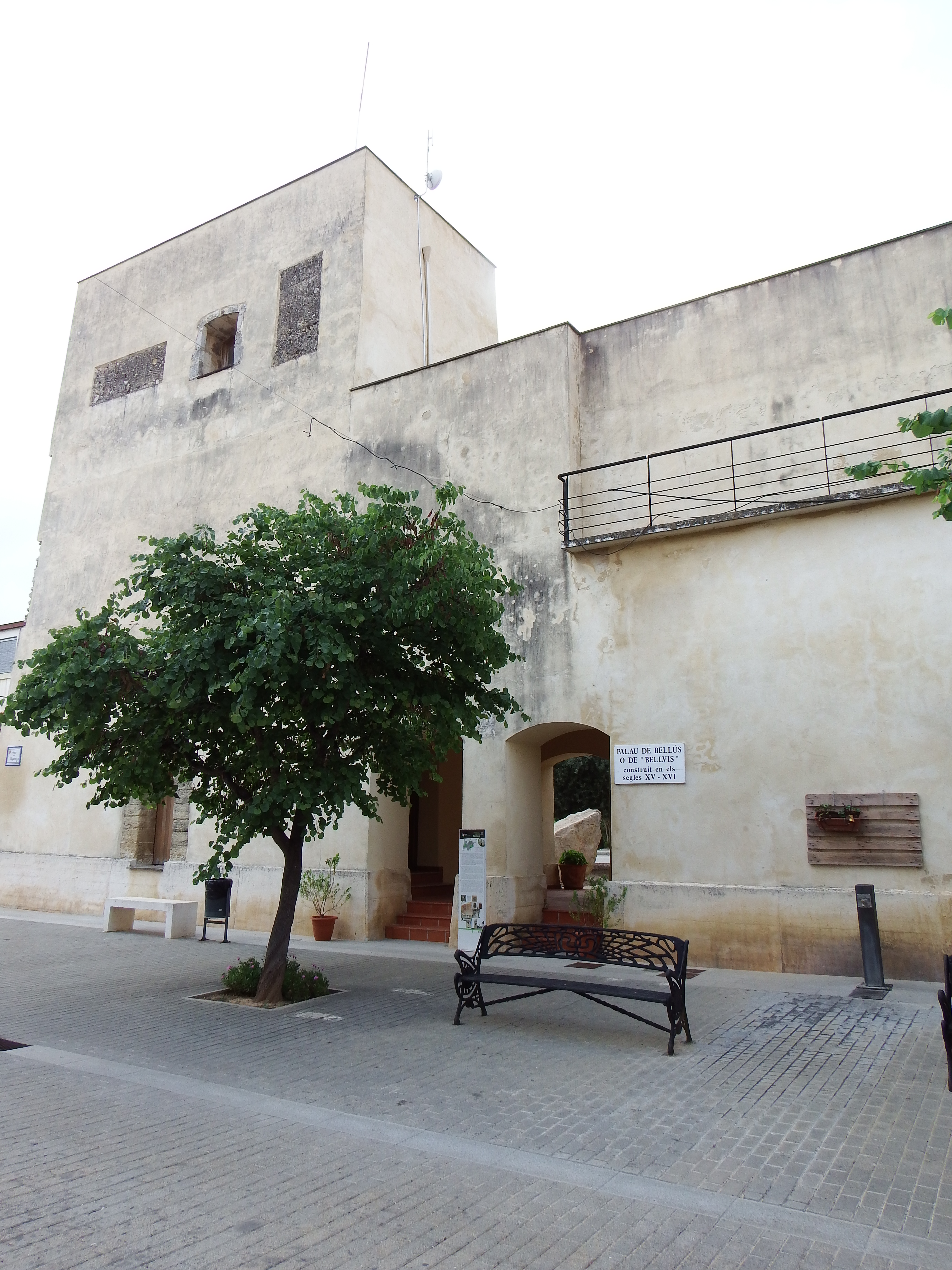
Palau del Bellvís
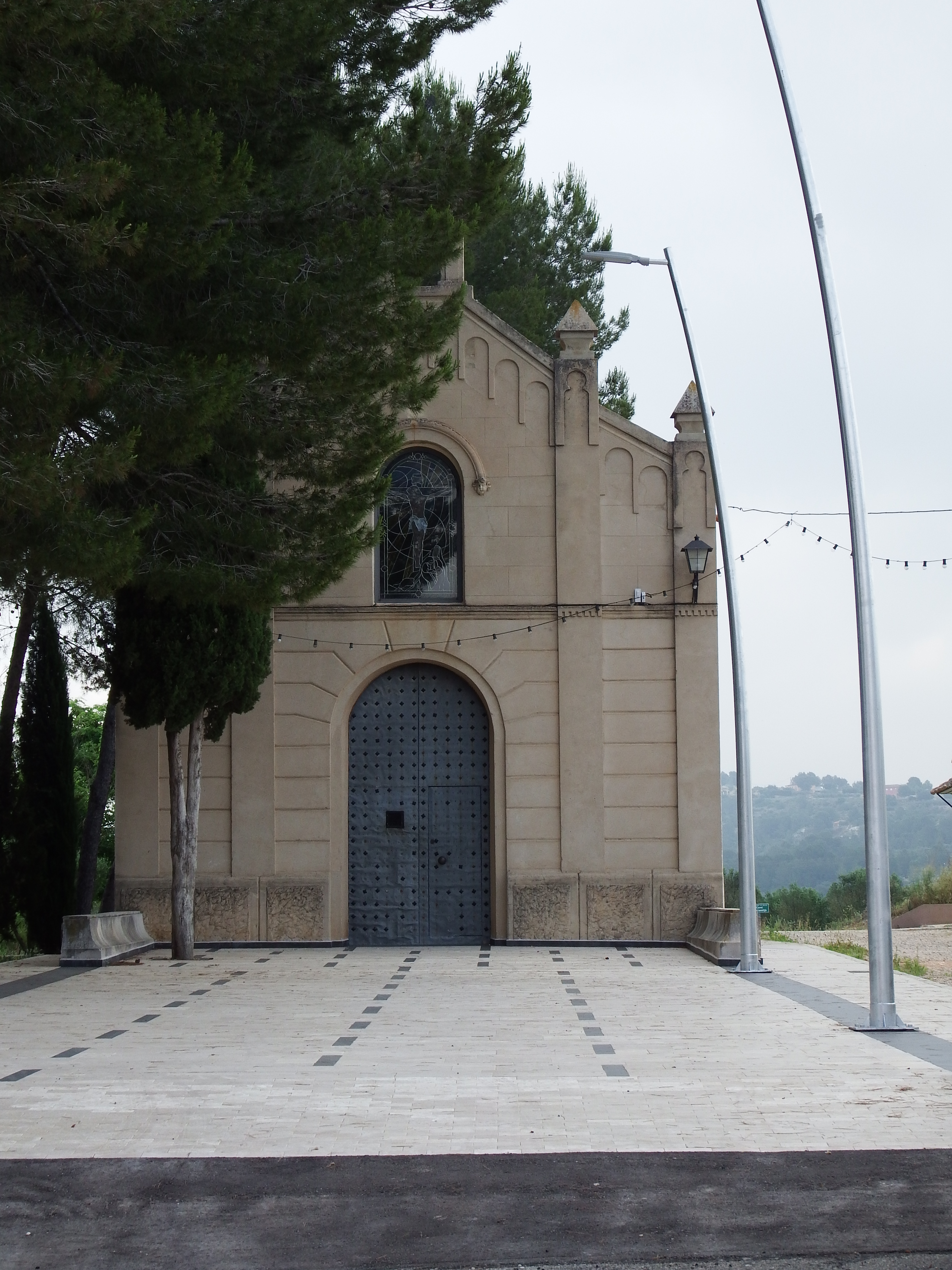
Ermita del Crist de la Bona Mort

## Alcaldia
Des de 2011 l'alcaldessa de Bellus és Susana Navarro Ferrando del Partit Popular (PP).
| Període                       | Alcalde o alcaldessa        | Partit polític | Data de possessió | Observacions |
| ----------------------------- | --------------------------- | -------------- | ----------------- | ------------ |
| 1979–1983                     | Diodoro Ferrando Cuquerella | CIL            | 19/04/1979        | --           |
| 1983–1987                     | Diodoro Ferrando Cuquerella | PDL            | 28/05/1983        | --           |
| 1987–1991                     | Diodoro Ferrando Cuquerella | UV             | 30/06/1987        | --           |
| 1991–1995                     | Diodoro Ferrando Cuquerella | UV             | 15/06/1991        | --           |
| 1995–1999                     | Diodoro Ferrando Cuquerella | UV             | 17/06/1995        | --           |
| 1999–2003                     | Diodoro Ferrando Cuquerella | UV-CCV         | 03/07/1999        | --           |
| 2003–2007                     | Joan Vicent García Monzó    | PSPV-PSOE      | 14/06/2003        | --           |
| 2007–2011                     | Joan Vicent García Monzó    | PSPV-PSOE      | 16/06/2007        | --           |
| 2011–2015                     | Susana Navarro Ferrando     | PP             | 11/06/2011        | --           |
| 2015–2019                     | Susana Navarro Ferrando     | PP             | 13/06/2015        | --           |
| 2019-2023                     | Susana Navarro Ferrando     | PP             | 15/06/2019        | --           |
| Des de 2023                   | n/d                         | n/d            | 17/06/2023        | --           |
| Fonts: Generalitat Valenciana |                             |                |                   |              |